# イギリス国鉄02形ディーゼル機関車
イギリス国鉄02形ディーゼル機関車（イギリスこくてつ02がたディーゼルきかんしゃ）は、イギリスのヨークシャーエンジン社によって製造された0-4-0ホワイト式車輪配置の流体式ディーゼル入換機関車である。1960年から1961年にかけて20両が製造され、車両限界の狭い線区や港湾などの急曲線の多い場所で使用された。
運転台への扉が後方あり、そこに手すりのついた縁側を持つ構造は、北米では標準的な仕様であったが、イギリス国鉄の機関車では極めて珍しいものであった。ヨークシャーエンジン社はこの構造を頻繁に採用した。